# Ginestar
Ginestar – gmina w Hiszpanii, w prowincji Tarragona, w Katalonii, o powierzchni 15,72 km². W 2011 roku gmina liczyła 937 mieszkańców.